# Тијана Арнаутовић
Тијана Арнаутовић (Коњиц, 1986) канадски је модел српског порекла. Учествовала је на бројним изборима лепоте, а 2004. године је проглашена за Мис Канаде. Представљала је Канаду на избору за Мис Света 2006. године.

## Биографија
Рођена је у малом граду, Коњицу у Босни и Херцеговини, где је породица живела све до рата у Босни. Године 1992, њена породица напушта Коњиц, који је под контролом власти и Армије Републике Босне и Херцеговине, и премешта се у део земље под контролом Војске Републике Српске. Касније, породица се преселила у Канаду преко Савезне Републике Југославије, у почетку у Шербрук, пре него што се настанила у Отави (Онтарио).
Тада студенткиња Карлтон универзитета, Тијана је 2004. године проглашена за Мис Канаде.
Она је радила као менаџер за развој у Ominiglobe Business Solutions, а недавно је на позицији извршног директора за Немачку у међународној немачкој компанији ТИТУС.
Пошто се преселила у Канаду, Тијана је постала активни волонтер у српској заједници. Када је проглашена за Мис Канаде 2004. године, она се посветила промовисању друштвеног ангажмана и лидерства младих. Арнаутовић је основала и председавала Међународном конференцијом за лидерство младих из дијаспоре 2009. и 2010. године.